# 16395 Ioannpravednyj
16395 Ioannpravednyj è un asteroide della fascia principale. Scoperto nel 1981, presenta un'orbita caratterizzata da un semiasse maggiore pari a 2,4514626 UA e da un'eccentricità di 0,1414882, inclinata di 2,63994° rispetto all'eclittica.